# Псеудонаука
Псеудонаука или надринаука јест тврдња, веровање или поступање које се представља као научно али која не држи до ваљаног научног метода, које није подржано доказима нити веродостојно, не може бити поуздано испитано, или нема научни статус из неког другог разлога. Псеудонауку често одликује употреба нејасних, контрадикторних, преувеличаних или недоказивих тврдњи, претерано ослањање на потврду уместо на озбиљне покушаје оповргавања, недостатак отворености ка процени других стручњака као и општи недостатак систематичних процеса за разуман развој теорија.
Област, пракса или скуп сазнања се може назвати псеудонауком када је представљено као да је сагласно са нормама научног истраживања, али у пракси не успева да испуни те норме.
Термин псеудонаука уведен је највероватније 1843 као комбинација грчке речи псеудо (лажни) и наука (знање). Назив има негативну конотацију и због тога га они на које се то односи одбацују.

## Симптоми патолошке науке
Лангмјур је године 1953. увео појам патолошке науке да би се обрачунао са истраживањима која се спроводе по научној методи али која су искривљена личним предрасудама. Најпознатији примери су Н-зраци, поливода, хладна фузија, хомеопатија, меморија воде...
Према Лангмиру патолошку науку је најлакше препознати по следећим симптомима:
- Највећи ефекат који је опажен произведен је агенсом чији се интензитет једва може открити, а величина ефекта је у основи независна од интензитета узрока.
- Ефекат је величине која је увек на граници открића или је неопходан огроман број мерења због врло малог статистичког значаја резултата.
- Предлажу се теорије ван парадигме поља.
- Од критике се брани објашњењима смишљеним у датом моменту.
- Однос поборника и критичара прво расте, а онда постепено пада до заборава.[2]

## Додатак симптомима патолошке науке
Патолошка наука не попушта ни до данашњих дана па је Н. Туро, професор хемије на Колумбија универзитету додао нове дескрипторе које Лангмир није поменуо.
- Значајан резултат је специфичан за посебан систем.
- У откриће су умешане посебне технике или апарати.
- Откриће захтева значајно одступање од парадигме која потпуно одређује резултате у свим упоредљивим системима, укључујући и оне које су аутори раније добили.

Николас Ј. Туро, професор хемије на Универзитету Колумбија

## Проблем разграничења
Тврдња или систем тврдњи, да би се могао сматрати научним, мора бити у стању да противуречи могућим или замишљеним посматрањима.
Карл Попер, 1962
Наука, псеудонаука и кривотворљивост

## Наука и псеудонаука имају сасвим супротан приступ
Псеудонаука:
- равнодушна је према чињеницама.
- „истраживање“ је неизбежно траљаво.
- почиње хипотезом – обично емотивно привлачно и спектакуларно невероватном – и онда тражи само доказе који јој иду у прилог.
- занемарује доказе који јој противурече.
- равнодушна је према критеријумима ваљаног доказа.
- ослања се на пристрасно потврђивање.
- више зависи од произвољних друштвених конвенција него од непроменљивих правила природе.
- увек се може свести на бесмисао ако се спроводи доследно до краја.
- увек избегава да се подвргне значајном тесту.
- често противуречи самој себи чак унутар сопствених оквира.
- намерно прави мистерије и када их нема, испуштањем критичних података и важних детаља.
- не напредује.
- покушава да буде убедљива реториком, пропагандом и извртањем уместо ваљаним доказима (којих заправо ни нема).
- води расправу из незнања, дакле, из елементарне заблуде.
- води расправу из наводних изузетака, грешака, аномалија, чудних догађаја и сумњивих тврдњи – уместо из добро познатих правилности природе.
- ослања се на лажне ауторитете, осећања или неповерење у проверене чињенице.
- износи необичне тврдње и бајне теорије које противурече свему што је познато о природи.
- измишља сопствени речник у којем многи појмови нису јасно дефинисани а неки нису дефинисани уопште.
- ослања се на научну методологију истовремено оспоравајући њену исправност.[10]

## Разлике између науке и псеудонауке
| Наука | Псеудонаука |
| --- | --- |
| Резултати се објављују првенствено у научним часописима који се рецензирају од стране других експерата и који одржавају стриктне стандарде поштења и тачности.                                    | Литература је намењена широкој јавности. Нема рецензије, нема провере, нема никаквих захтева у погледу тачности и прецизности. |
| Захтевају се репродуктивни резултати; експерименти морају бити детаљно описани тако да могу бити поновљени или поправљени.                                                                        | Резултати не могу бити репродуковани или проверени. Испитивања, ако их уопште има, су увек магловито описана те је немогуће утврдити шта је урађено или како је то урађено.                                                                            |
| Грешке се траже и детаљно испитују јер погрешне теорије често могу да дају исправно предвиђање случајно. Међутим, исправна теорија не прави погрешна предвиђања.                                  | Грешке се игноришу, оправдавају, крију, лаже се о њима, одбацују, објашњавају, рационализују, заборављају, укратко, избегавају се по сваку цену. |
| Током времена, све се више сазнаје о испитиваном физичком процесу. | Физички процес се никада не испитује нити тражи. Током времена нема прогреса и ништа конкретно не може да се научи. |
| Уверава привођењем доказа, аргументима заснованим на логичком или математичком разматрању, најбоље што доступни подаци допуштају. Када нови доказ противуречи старим замислима, оне се напуштају. | Убеђује ослањањем на веру и веровање. Псеудонаука има врло јаке псеудоверске особине: покушава да преобрати а не да увери. Треба јој веровати упркос чињеницама а не захваљујући њима. Првобитна замисао се никада не напушта, без обзира на чињенице. |
| Не подржава и не продаје непроверене поступке и производе. | Најчешће главни извор прихода је продаја проблематичних производа (књиге, курсеви, дијете, витамини) и/или псеудонаучне услуге (хороскопи, читање карактера, спиритуалне поруке, прорицање судбине).                                                   |

## Знакови препознавања псеудонауке
Роберт Парк, професор физике Универзитета у Мериленду, је дао неке својствене особине за препознавање псеудонауке:
- Откриће се саопштава директно јавности.
- Проналазач тврди да научна хијерархија покушава да спречи његово откриће.
- Научни ефект је увек на самом прагу открића.
- Докази за проналазак су анегдотски.
- Проналазач оправдава веровање зато што је преживело векове.
- Проналазач ради у изолацији.
- Проналазач мора да предложи нови закон природе да објасни откриће.[11]

## Примери псеудонауке
Сваку науку прати серија сопствених псеудонаука.
Биологија:
- Лисенкоизам
- Научни креационизам
- Криптозоологија
- Бараминологија

Хемија:
- Поливода
- Кластерисана вода
- Декластерисана вода

Физика:
- Н-зраци
- Фантастичне силе (Бермудски троугао)
- Уфологија
- Фенг схуи

Медицина:
- Хомеопатија
- Акупунктура (‘’теорија”)
- Акупресура (‘’теорија”)
- Хербализам
- Алтернативна медицина
- Квантна медицина
- Јога (‘’теорија”)
- Традиционална кинеска медицина
- Кинезиологија
- Рефлексологија (‘’теорија”)
- Ортомолекуларна медицина
- Тровање радијацијом
- Сегментна терапија
- Суђок
- Апитерапија
- Ароматерапија
- Биоенерготерапија
- Енергетска терапија
- Остеопатија
- Хиропрактика
- Лечење звуком
- Натуропатија
- Кристалотерапија
- Лечење светлом
- Фитотерапија
- Реики
- Тајђићуен
- Чи кунг

Психологија:
- Астрологија
- Графологија
- Парапсихологија
- Дијанетика
- Породични распоред
- Лечење вером
- Духовна енергетска медицина

Историја:
- Српска аутохтонистичка школа[тражи се извор]